# Подземље Таганрог
Подземље Таганрог је антифашистичка организација која је постојала у граду Таганрогу у Русији током окупације од стране немачких трупа 1941-1943. године.

## Историја
За време окупације у граду је деловала подземна организација која је бројала око 500 људи. Повереник је био С.Г. Морозов,  а командант - Василиј Афонов. Многи њени чланови су погинули. За храброст и упорност у борби против немачких освајача, орденима и медаљама је одликовано 126 људи. Морозов је добио титулу Хероја Совјетског Савеза.

### Спомен
- Подвигу таганрогског подземља посвећена је документарна прича Хајнриха Хофмана „Хероји Таганрога“. [1]
- 1973. године, у Таганрогу, у знак сећања на подвиг младих подземних радника у Спартаковској улици, преко пута Чеховске гимназије, откривен је споменик "Заклетва младости" (скулптори Владимир и Валентина Грачев). [2] [3]